# Большая Кайла
Большая Кайла — река в Томской области России, левый приток Большой Юксы. Устье реки находится в 19 км от устья по левому берегу Большой Юксы, в посёлке Первопашенск. Протяжённость реки 28 км.
В 1 км от устья слева впадает река Тунгуска.
В 12 км от устья слева впадает река Северная Кайла.

## Данные водного реестра
По данным государственного водного реестра России относится к Верхнеобскому бассейновому округу, водохозяйственный участок реки — Чулым от водомерного поста села Зырянское до устья, речной подбассейн реки — Чулым. Речной бассейн реки — (Верхняя) Обь до впадения Иртыша.
Код водного объекта — 13010400312115200021889.